# نادي بفورتسهايم .1
نادي بفورتسهايم .1 نادي كرة قدم ألماني يلعب في بفورتسهايم بولاية بادن فورتمبيرغ. تأسس النادي في 5 مايو 1896 وكان أحد الأعضاء المؤسسين لاتحاد الألماني لكرة القدم في لايبزيغ عام 1900.